# 維珍澳洲控股
維珍澳洲控股有限公司（英語：Virgin Australia Holdings Pty Ltd）是一間控股公司，擁有並營運維珍澳洲航空，總部位於布里斯本。

## 歷史

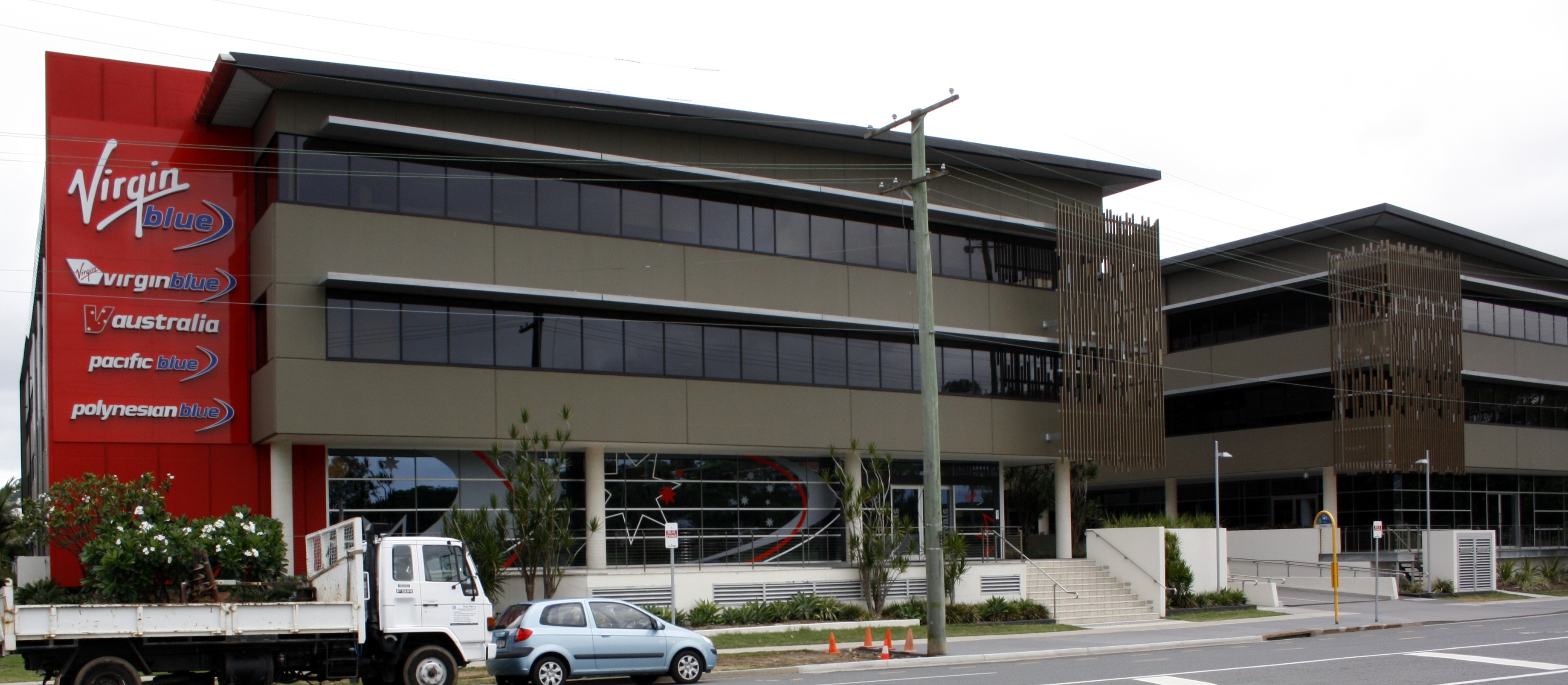
維珍澳洲控股位於布里斯本的總部─「維珍村」。

在2001年時，紐西蘭航空創立安盛特澳洲控股有限公司，此即是維珍澳洲控股之前身，爾後英國維珍集團總裁李察·布蘭遜以25億澳元買下安盛特澳洲控股並更為現名「維珍澳洲控股有限公司（Virgin Australia Holdings）」。
2011年1月20日，紐西蘭航空以145億澳元重新購入維珍澳洲控股之14.99%股權。
2020年4月20日，受到2019冠狀病毒病疫情影響，維珍澳洲航空經營困難，母公司維珍澳洲控股进入自愿接管程序。2020年6月26日，美國贝恩资本宣布收购维珍澳洲控股95%股權。收购于2020年8月5日完成。